# Hemicordulia flava
Hemicordulia flava là loài chuồn chuồn trong họ Corduliidae. Loài này được Theischinger & Watson mô tả khoa học đầu tiên năm 1991.